# Kalenborn (Ahrweiler)
Kalenborn é um município da Alemanha localizada no distrito de Ahrweiler, na associação municipal de Verbandsgemeinde Altenahr, no estado da Renânia-Palatinado.

## Política
Cadeiras ocupadas na comunidade:
|      | SPD | CDU | Total       |
| 2009 | 4   | 8   | 12 Cadeiras |
| 2004 | 4   | 8   | 12 Cadeiras |